# Резервний банк Нової Зеландії
Резервний банк Нової Зеландії (англ. Reserve Bank of New Zealand) — центральний банк Нової Зеландії.

## Історія
У грошовому обігу Нової Зеландії тривалий час використовувалися не лише британські, але і іноземні монети (іспанські, індійські, португальські, данські, голландські). У 1840–1881 роках випускалися приватні боргові зобов'язання, а в 1857–1881 роках — приватні мідні токени.
Згідно із Законом про імперський випуск монет (1870 року) з 1897 року єдиним законним платіжним засобом стали британські монети. У обігу знаходилися також банкноти шести приватних банків (Банк Окленда, Банк Австралазії, Банк Нового Південного Уельсу і ін.).
1 квітня 1934 року прийнятий Акт про створення Резервного банку Нової Зеландії. 1 серпня 1934 банк почав операції і випуск банкнот. У 1936 році банк націоналізований.

## Музей

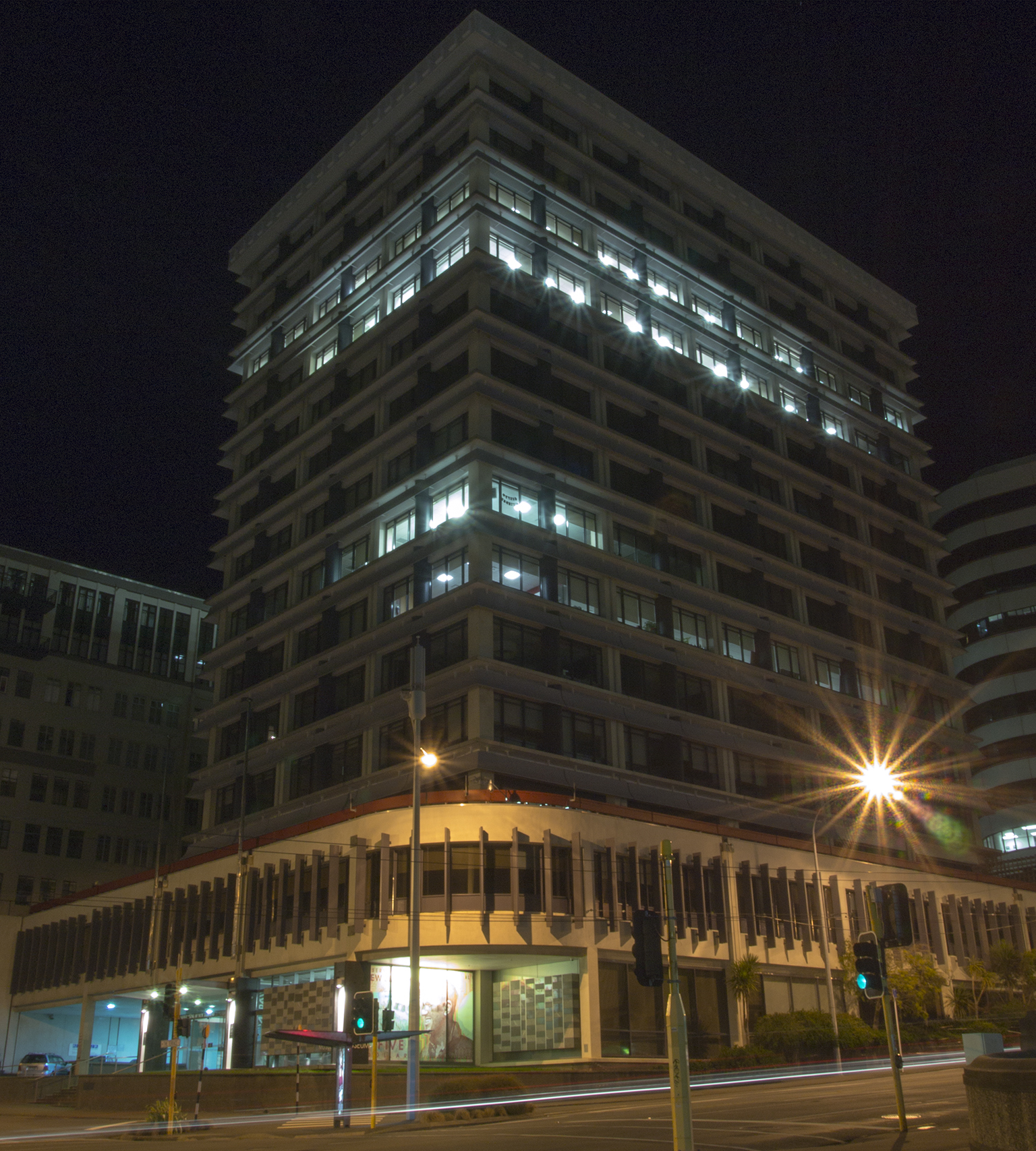
Штаб-квартира РБНЗ у Веллінгтоні

Музей Резервного банку, розташований у штаб-квартирі банку в Веллінгтон Сентрал, відкритий для відвідувачів з 2006 року. 